# Laura Mancini

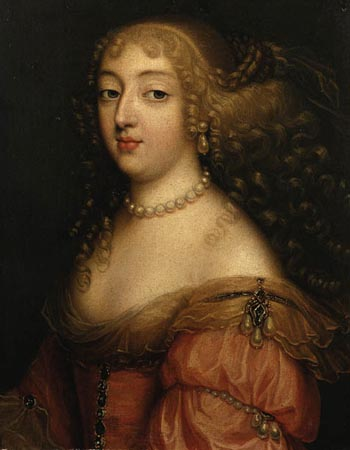
Laura Mancini auf einem zeitgenössischen Porträt

Laura Mancini (* 1635/36 in Rom; † 8. Februar 1657 in Paris) war eine der sogenannten Mazarinetten (französisch Mazarinettes) und wurde durch Heirat mit Louis I. de Bourbon Herzogin von Mercœur.

## Leben
Laura Mancini kam in Rom als älteste Tochter von Michele Lorenzo Barone di Mancini und seiner Frau Geronima Mazarini, der jüngsten Schwester Jules Mazarins, zur Welt. Sie war somit eine Nichte des mächtigen französischen Ersten Ministers, der sie im September 1647 gemeinsam mit ihrer Schwester Olympia und ihrem Bruder Michele Paolo sowie ihrer Cousine Anna Maria Martinozzi nach Frankreich kommen ließ. Auf Geheiß der Königin Anna von Österreich wuchs sie unter der Aufsicht von Marie-Catherine de La Rochefoucauld, der verwitweten Marquise de Sennecey und ehemaligen Erzieherin Ludwigs XIV., im Palais Royal auf.
Schon als sie 13-jährig in Paris eintraf, versprach Laura eine Schönheit zu werden. Als sie im heiratsfähigen Alter war, zog ihr Onkel den Erbprinzen des Hauses Épernon, Louis-Charles de Nogaret de La Valette, als möglichen Ehemann in Betracht, doch diese Pläne zerschlugen sich. Deshalb begann Mazarin Heiratsverhandlungen mit dem damaligen Herzog von Mercœur, Louis de Bourbon, einem Enkel König Heinrichs IV. von Frankreich. Den Anstoß zu dieser Verbindung gab dessen Vater César, Herzog von Vendôme, der während der Cabale des Importants gegen den Kardinal intrigiert hatte und nun eine Aussöhnung mit ihm suchte. Die Verhandlungen waren noch nicht beendet, als Mazarin wegen der Fronde im Februar des Jahres 1651 nach Brühl flüchten musste. Laura teilte – wie alle seine Nichten – das Schicksal ihres Onkels und ging mit ihm ins Exil. Obwohl eine Verbindung mit ihr für den 39-jährigen Herzog von Mercœur nun überhaupt nicht mehr opportun erschien, hielt er an der angedachten Ehe mit der Kardinalsnichte fest. Er reiste heimlich nach Brühl, um dort die Verhandlungen zum Abschluss zu bringen und den Heiratsvertrag zu unterschreiben. Dieser wurde nach der Rückkehr Mazarins nach Paris am 29. Mai 1654 im Beisein des Königs und seiner Mutter feierlich erneuert. Lauras Mitgift betrug 600.000 Livres, Ludwig XIV. schenkte dem Paar noch einmal 100.000 Livres als Hochzeitsgeschenk. Für Louis gab es obendrein das Gouvernement der Provence, während Lauras Schwiegervater den Statthalterposten der Bretagne erhielt und zum Admiral von Frankreich ernannt wurde.
Der genaue Hochzeitstermin des Paares ist ungeklärt. Manche Publikationen nennen 1651, dies ist jedoch lediglich das Jahr, in dem der Heiratsvertrag erstmals unterschrieben wurde. Louis I. de Bourbon gab 1651 bei einer Anhörung vor dem Parlement von Paris an, er habe seine Frau schon vor der Flucht ihres Onkels geheiratet, was jedoch unglaubwürdig ist, weil der Ehevertrag nachweislich erst während des Exils in Brühl geschlossen wurde. Als die Vereinbarung zwischen Louis und Mazarin in Frankreich bekannt wurde, sah sich der Bräutigam zahlreichen Verunglimpfungen ausgesetzt, die durch Schmähschriften verbreitet wurden. Laura wurde zudem vom Parlement untersagt, französischen Boden zu betreten.
Nach ihrer Rückkehr nach Frankreich 1653 lebte Laura bescheiden und fromm meist auf Schloss Anet etwa 60 Kilometer westlich von Paris und hielt sich nur selten am Königshof auf. Gemeinsam mit ihrer Schwiegermutter Françoise de Lorraine-Mercœur widmete sie sich der Wohltätigkeit. Madame de Motteville beschrieb sie in ihren Memoiren als schön und tugendhaft.
Wenige Tage nach der Geburt ihres dritten Kindes erlitt die Herzogin im Januar 1657 einen Schlaganfall, weshalb sie im linken Arm und in der linken Hand kein Gefühl mehr besaß. Kurz darauf kam der Verlust der Sprache hinzu. Die Ärzte verordneten eine Schröpfkur, die Lauras Leiden jedoch nur verschlimmerte. Sie starb mit 21 Jahren am 8. Februar im damaligen Hôtel de Vendôme in Paris. Ihr Mann zog sich in tiefer Trauer in ein Kapuzinerkloster zurück und wurde Priester, ohne noch einmal geheiratet zu haben. Er starb 1669 als Kardinal.

## Nachkommen
Aus der Ehe mit Louis I. de Bourbon gingen drei Söhne hervor, von denen jedoch nur zwei das Erwachsenenalter erreichten:
- Louis II. Joseph (* 1654; † 1712), Herzog von Vendôme
- Philippe (* 1655; † 1727), Herzog von Vendôme
- Jules César (* 1657; † 1660)